# Negus

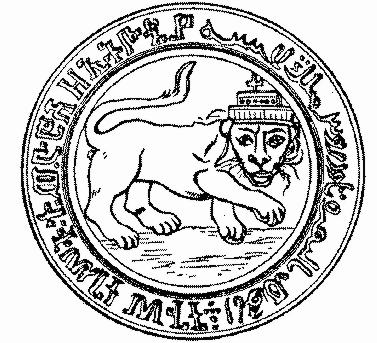
Sigillo reale del Negus

Negus (ge'ez e amarico: ንጉሥ negus; tigrino: ነጋሽ negāš) è un titolo nobiliare etiope corrispondente a quello di re.
Questo termine della lingua amarica si ritrova già in alcune antiche iscrizioni di Axum, e, secondo la tradizione, fu conferito per la prima volta dal re Salomone al proprio figlio Menelik I, che aveva avuto dalla regina di Saba.
Nel XIX secolo rivestivano questo titolo i sovrani di Scioa, Gondar, Tigrè e Goggiam.

## Negus neghesti
Nell'accezione negus neghesti ("re dei re") corrisponde al titolo di imperatore; molto spesso il termine negus si trova impiegato in questo senso. Ultimo negus neghesti fu Hailé Selassié, incoronato nel 1930, deposto nel 1936, ed ancora, tornato al trono nel 1941, deposto nel 1974.